# IC 3510
IC 3510 ist eine elliptische Zwerggalaxie vom Hubble-Typ dE3 im Sternbild Jungfrau nördlich der Ekliptik. Sie ist schätzungsweise 62 Millionen Lichtjahre von der Milchstraße entfernt.
Das Objekt wurde am 10. Mai 1904 vom Astronomen Royal Harwood Frost entdeckt.